# Arcizans-Avant
Arcizans-Avant är en kommun i departementet Hautes-Pyrénées i regionen Occitanien i sydvästra Frankrike. Kommunen ligger i kantonen Argelès-Gazost som tillhör arrondissementet Argelès-Gazost. År 2022 hade Arcizans-Avant 392 invånare.

## Befolkningsutveckling
Antalet invånare i kommunen Arcizans-Avant
| Referens: INSEE |